# 奈良県立奈良高等学校
奈良県立奈良高等学校（ならけんりつ なら こうとうがっこう、英: Nara Prefectural Nara High School）は、奈良県奈良市朱雀に所在する県立高等学校。
略称および通称は奈高（）。

## 概要
2004年（平成16年）度から文部科学省よりSSH（スーパーサイエンスハイスクール）の指定を4期連続で受け、2023年（令和5年）度から認定枠の指定を受けている。
また、2024年度より、大学入学共通テストを受験する生徒が7割以上といった、生徒の進学希望や進学プロセスの状況を踏まえ、奈良県教育委員会より「進学教育重点校」の指定を受けており、指導力向上に向けた教員研修の機会の創出と、中核教員が配置されている。

### スクール・ミッション
「自主創造」の学びを通して、日本、世界のよりよい未来に貢献していくグローバルリーダーの育成

### 教育方針

#### アドミッション・ポリシー
「自主創造」型自己変革の追求
高い理想と目標に向けて、絶えず知性を磨き、自主的な判断と行動を通じて、真摯に人格の成長を目指す生徒を求める。
1. 積極的な勉学や課外活動を通して、豊かな知性の創造を目指していくような、明るく豊かな活力のある生徒
2. 人間としての在り方・生き方を自覚し、堅い意志をもって自らの行動を律する主体性をもった生徒
3. 自由と責任を自覚するとともに、人間尊重の精神を基盤として、多くの人と敬愛と信頼に満ちた人間関係を築くことができる生徒[1]

#### カリキュラム・ポリシー
主体的・未来志向型の学び
未来を生きる生徒の能力や個性を最大限に伸ばすため、「自主創造」の学びを通して、深い思考力・豊かな知識の涵養を図る教育を創造する。
1. 主体的・探究的な学習により、生徒の高い理想と多様な未来につながるような確かな資質・能力を身に付けることができる教育課程を編成する。
2. 科学的思考力に企画提案力・マネジメント力を付加していく教育プログラムにより、科学技術系グローバルリーダーを育成する。
3. 生徒が「自主創造」の精神を発揮しながら、笑顔が輝く学校生活を実現していくような教育内容を創造する。また、地域との双方向の連携を構築する中で、地域から世界に発展的に貢献していく人材を育成する[1]。

#### グラデュエーション・ポリシー
次世代型competenceの育成
「自主創造」の精神を承継し、「自ら学び、自ら考え、自ら開拓する」姿勢を身に付け、日本、世界のよりよい未来に貢献していく人材を育成する。
1. 豊かな知識、論理的・科学的思考力及び客観的判断力を基盤として、物事を様々な角度から多面的に捉え、本質を見極める力を育成する。
2. 人の優しさ、心の痛みに気付き、そこから他人への感謝や相手を気遣うような「繊細で温かい心」を育てる。
3. 国籍、文化の違いを超えて物事を捉え、日本や世界のよりよい未来の実現に主体的に貢献していくグローバルリーダーを育成する[1]。

#### 校訓
校風を表す言葉として「自主創造」が掲げられる。「自主創造」とは、「何者にもとらわれず、個を大切にし、創造性豊かであること」を言い表した言葉であり、学習面だけでなく体育・文化活動や生徒会活動に於いてもこの精神は強調され、大切にされている。

## 沿革

### 略歴
1924年（大正13年）創立の奈良県立奈良中学校（旧制中学校）を前身とする。
かつては定時制課程（夜間部）と通信制課程が設置されていたが、両課程の統合に伴って奈良県立大和中央高等学校が新設され、その定時制課程・通信制課程に移管された。2008年（平成10年）3月に通信制課程が、2011年3月に定時制課程がそれぞれ閉課程された。
長く法蓮の地にあったが、2022年（令和4年）4月1日、閉校となった奈良県立平城高等学校の学舎へ移転した。

### 年表

#### 奈良中学校・奈良高等学校（男子校）
- 1924年（大正13年）
  - 2月13日 - 文部大臣により、奈良県立奈良中学校の設置が認可される。
  - 4月8日 - 奈良県公会堂で入学式を挙行。 校章「宝相華」を制定。
  - 4月9日 - 奈良県立図書館で授業を開始。
  - 5月6日 - 奈良市法蓮町757番地に本館1棟が完成し、移転を完了。
- 1925年11月24日 - 校歌を制定。
- 1928年（昭和3年）11月1日 - この日を創立記念日に制定。
- 1947年4月1日 - 生徒募集を停止し、奈良県立奈良中学校併設中学校（新制；以下、併設中学校）[注釈 1]を併設。
- 1948年
  - 4月1日 - 「奈良県新制高等学校設置要項」（暫定案）により、奈良県立奈良中学校を奈良県立奈良高等学校（新制・男子校）に転換[注釈 2]。併設中学校を継承し、奈良県立奈良高等学校併設中学校に改称[注釈 3]。

#### 奈良高等学校
- - 9月1日 - 「奈良県公立新制高校実施要項」により、奈良県立奈良高等学校（男子校）、奈良県立奈良商工高等学校、奈良市立高等学校（女子校）を統合し、通常制普通科課程・商業課程・工業課程を置く奈良県立奈良高等学校（総合制）を開設。男女共学を開始。
  - 11月20日 - 定時制3課程（普通・商業・工業）を設置。
- 1949年
  - 1月20日 - 大柳生（）分校（定時制農業課程・家庭課程）を設置。
  - 3月31日 - 併設中学校を閉校、廃止。
- 1950年4月10日 - 北倭（）分校（定時制家庭課程）を設置。
- 1952年4月1日 - 商業・工業の2課程が分離し、奈良県立奈良商工高等学校[注釈 4]として独立（統合を解消）。そのため普通科のみとなる。
- 1953年
  - 2月11日 - 校歌を制定。
  - 9月1日 - 通信教育部（後の通信制課程）を設置。
- 1956年4月1日 - 通常制女子課程（家庭課程）を設置。
- 1960年3月31日 - 通常制家庭課程を廃止。
- 1962年4月1日 - 奈良県教育委員会規則改正により設置課程の名称を改称。
  - 通常制を「全日制課程」、定時制を「定時制課程」、通信教育部を「通信制課程」に改称。
  - 普通課程を「普通科」、農業課程を「農業科」（大柳生分校）、家庭課程を「家庭科」（大柳生分校・北倭分校）に改称。
- 1964年8月31日 - 奈良市法蓮町836番地に新校舎本館が完成。
- 1966年3月19日 - 新校舎北館が完成。
- 1967年
  - 3月31日 - 格技場が完成。
  - 7月14日 - 新校舎に移転を完了。
  - 10月24日 - 食堂が完成。
- 1968年3月15日 - 体育館兼講堂が完成。
- 1972年3月31日 - 北倭分校を廃止。
- 1974年
  - 3月31日 - 大柳生分校を廃止[6]。
  - 12月20日 - 50周年記念館（現・資料室棟）が完成。
- 1983年10月15日 - 学校図書館・視聴覚教室棟が完成。
- 1988年5月11日 - 新館が完成。
- 1991年（平成3年）3月29日 - 第63回選抜高等学校野球大会（春のセンバツ甲子園）に出場。
- 1993年
  - 9月1日 - 格技場を増改築。
  - 10月29日 - セミナーハウス「宝相華」が完成。
- 1995年4月1日 - この時の入学生から単位制（学年の区分によらない教育課程）を適用。
- 1999年8月5日 - アーチェリー部男子団体が全国高等学校総合体育大会で優勝。
- 2001年2月21日 - 全日本学校関係緑化コンクールで特選（文部科学大臣賞）に選定。
- 2003年10月31日 - 部活動振興館「パラフォーラ」が完成。
- 2004年4月1日 - 文部科学省よりスーパーサイエンスハイスクール（SSH）に指定される。
- 2007年4月1日 - 文部科学省よりスーパーサイエンスハイスクール（SSH）に指定される（第二期）。
- 2008年3月31日 - 通信制課程を閉課程（奈良県立大和中央高等学校に統合）。
- 2011年3月31日 - 定時制課程を閉課程（奈良県立大和中央高等学校に統合）。
- 2012年4月1日 - 文部科学省よりスーパーサイエンスハイスクール（SSH）及びコアスーパーサイエンスハイスクール（コアSSH）に指定される（第三期）。
- 2019年（平成31年） - 校舎の老朽化及び耐震性不足により、一部生徒が大和郡山市の城内学舎（前年まで郡山高校が使用）に通学する。
- 2022年（令和4年）4月1日 - 平城高等学校校地跡へ移転。

#### 奈良高等女学校・奈良市立高等学校（女子校）
- 1941年（昭和16年）4月1日 - 奈良市立奈良高等女学校が開校[7]。
- 1947年4月1日 - 生徒募集を停止し、「奈良市立奈良高等女学校併設中学校」[注釈 5]を併設。
- 1948年
  - 4月1日 -「奈良県新制高等学校設置要項」（暫定案）により、奈良市立奈良高等女学校を奈良市立高等学校（新制・女子校）に転換[注釈 6]。併設中学校を継承し、「奈良市立高等学校併設中学校」に改称。
  - 9月1日 - 奈良市立高等学校を閉校、廃止。

## 基礎データ

### 所在地
- 奈良県奈良市朱雀二丁目11番地

### 通学区域
- 奈良県内全域

### 交通アクセス
- 奈良交通「朱雀二丁目」停留所より南西へ約100m（徒歩約2分）
- 近鉄京都線「高の原駅」より南東へ約650m（徒歩約9分）

### 象徴

#### 校章
校章の「宝相華」（）は、オリエント・ギリシャ・中国を起源とする種々の花や植物の文様が、唐代の中国において融合されて我が国に伝来し、奈良朝の仏教美術の中に開花した理想の花であるとされている。東大寺三月堂、二月堂、正倉院などに保存される織物や工芸の意匠としても現存している。
東西文化を融合した、天平文化の粋である「宝相華」の校章は、聖武天皇の大仏造営の詔に表れる、平和希求と万物繁栄を願う天平仏教の崇高な理想を表現するとともに、個性豊かな新しい文化の創造と発展に寄与する人間を育成しようとする精神を具現化したものと言える。
奈良県立奈良中学校の校章を承継したもので、元々は「宝相華」（ほうそうげ）の中央に「奈中」の文字が縦書きで刻まれていたが、1952年（昭和27年）に総合制が廃止された際に「奈高」に改められた。宝相華の名称は、同窓会やセミナーハウス（研修施設）の名称にもなっている。

#### 校歌
現在の校歌は1953年2月11日に制定された。作詞は佐佐木信綱、作曲は信時潔による。歌詞は3番まであり、各番に校名の「奈良高校」が登場する。
4種類の校歌があり、古い順に「奈良中学校 校歌」「奈良高等女学校 校歌」「奈良高等学校（総合制）校歌」、現在の「奈良高等学校 校歌」である。

#### 奈高賛歌
校歌以外に応援歌や賛歌が存在する。応援歌は漢語調で、賛歌は「奈高賛歌」と称され、同校の精神や校内の自然などが謳われており、卒業式などの行事の際には校歌と並んで演奏される。

## 設置する課程、学科及び定員
- 全日制課程
  - 普通科 - 1,116名（募集人員360名：一般選抜）

2018年度まで募集人員は400名（10クラス）であったが、2019年度より40名（1クラス）減員での生徒募集となる。2022年度および2023年度は18名増員での生徒募集が実施された。

## 教育課程
元々は学年制であったが、多様な進路に対応するため、1995年（平成7年）入学生から単位制に移行した。カリキュラムは、ホームページなどによれば200通り以上ある。

## 部活動
野球部が1991年（平成3年）に春の甲子園に出場したほか、バレーボール部が2006年（平成18年）に、テニス部が2009年（平成21年）に、バスケットボール部が2010年（平成22年）に全国大会、ロボット研究会が2011年（平成23年）ロボカップジュニア世界大会（トルコ：イスタンブール）に出場した。アーチェリー部は、平成11年度全国高等学校総合体育大会において、男子が団体の部で全国制覇を果たした。

### 文化系クラブと部局
- 書道部
- 文芸部
- 美術部
- 茶道部
- 華道部
- 邦楽部
- 吹奏楽部
- コーラス部
- ギター・マンドリン部
- 写真部
- 物理部
- 化学部
- 生物部
- 地学部
- ESS（English Speaking Society）
- 料理部
- 軽音楽部
- 小倉百人一首かるた部
- 囲碁・将棋部
- ロボット研究部[10]
- 人権文化研究会
- 新聞局
- 放送局

### 体育系クラブ
- 陸上競技部
- 剣道部
- 卓球部
- 水泳競技部
- ハンドボール部
- バレーボール部
- バドミントン部
- バスケットボール部
- ソフトテニス部
- サッカー部
- 野球部
- 弓道部
- アーチェリー部
- 硬式テニス部
- ダンス部[11]

### 研究会
- 数学研究会
- 鉄道愛好会

## 高校関係者と組織

### 高校関係者組織
- 奈良県立奈良高等学校学校運営協議会 - 保護者、地域住民、校長、関係行政機関の職員の中から委嘱された委員による機関。学校運営及び当該運営への必要な支援に関して協議する。
- 宝相華会- 奈良中学校・奈良高等女学校・奈良高等学校卒業生による同窓会組織。校章に因んだ名称を持つ。
- 奈良県立奈良高等学校育友会 - 生徒保護者による保護者会組織で、会員は入会金及び年会費を納入する。
- 奈良県高等学校PTA協議会 - 奈良県立教育研究所内に事務局を置くPTA協議会。奈良県立奈良高等学校育友会の会員をもって会員とし、会員は単位PTA分担金として会費を納入する。